# آربوویروس
آربوویروس‌ها اصطلاحی است که برای نامیدن گروهی از ویروس‌ها که توسط بندپایان منتقل می‌شوند استفاده می‌شود. آربوویروس سرنام واژهٔ انگلیسی ARthropod-BOrne viruses به معنی «ویروس‌های بندپابُرده» است. بیشتر این ویروس‌ها کروی‌شکل هستند و تعداد کمی نیز میله‌مانندند. اکثر آربوویروس‌ها دارای ژنوم آران‌ای (RNA) هستند و تنها مورد استثنا، ویروس تب خوکی آفریقایی است که دی‌ان‌ای دارد.

## انواع
آربو ویروس‌ها به سه دسته تقسیم می‌شوند:
- ۱- توگاویریده
- ۲-فلاوی ویریده مثل: تب دانگ، تب زرد و انسفالیت ژاپن
- ۳-بانیا ویریده